# Hieronymus Carl Friedrich von Münchhausen

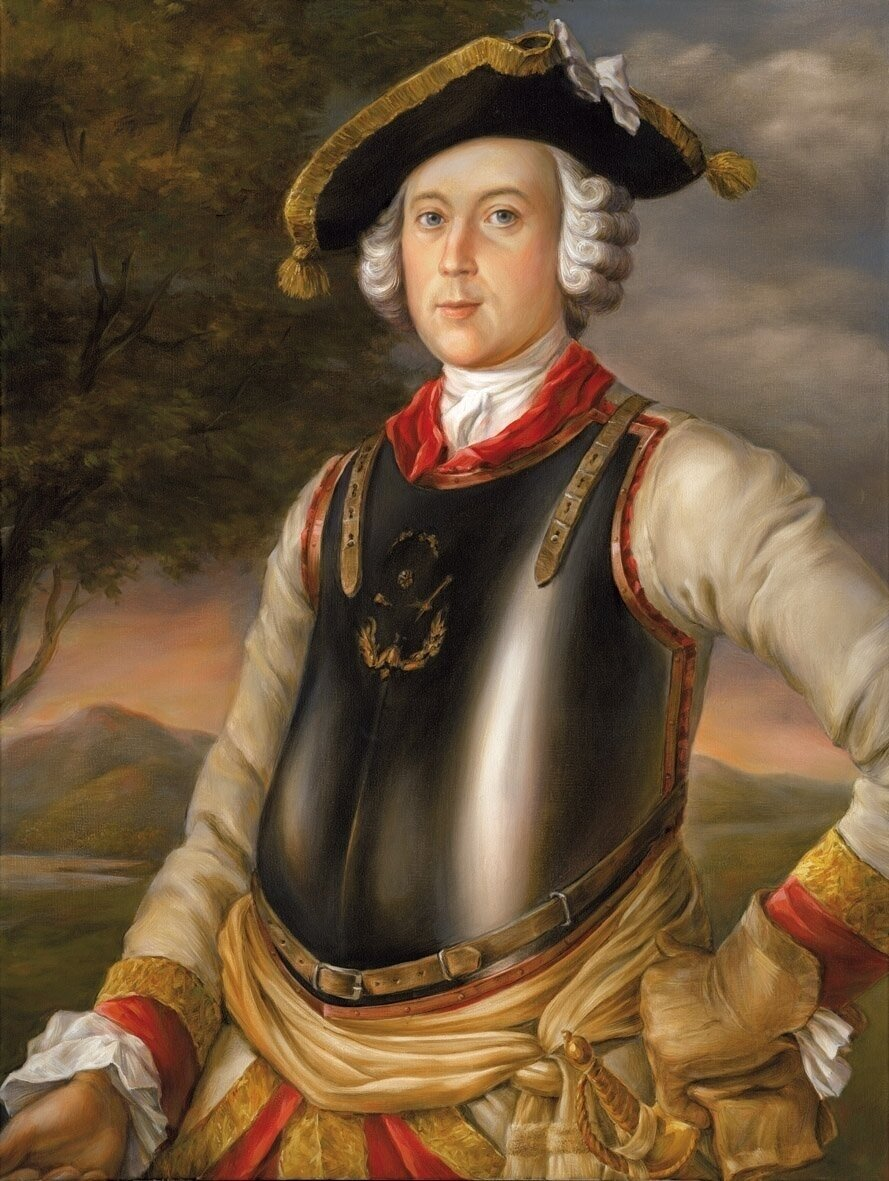
Reproduktion eines zeitgenössischen Porträts des Freiherrn von Münchhausen in der Uniform seines Kürassierregiments im lettischen Riga. Standort: Münchhausenmuseum Bodenwerder

Hieronymus Carl Friedrich Freiherr von Münchhausen (* 11. Mai 1720 in Bodenwerder; † 22. Februar 1797 ebenda) war ein deutscher Adliger aus dem Kurfürstentum Braunschweig-Lüneburg. Ihm werden die Geschichten vom Baron Münchhausen zugeschrieben.

## Leben

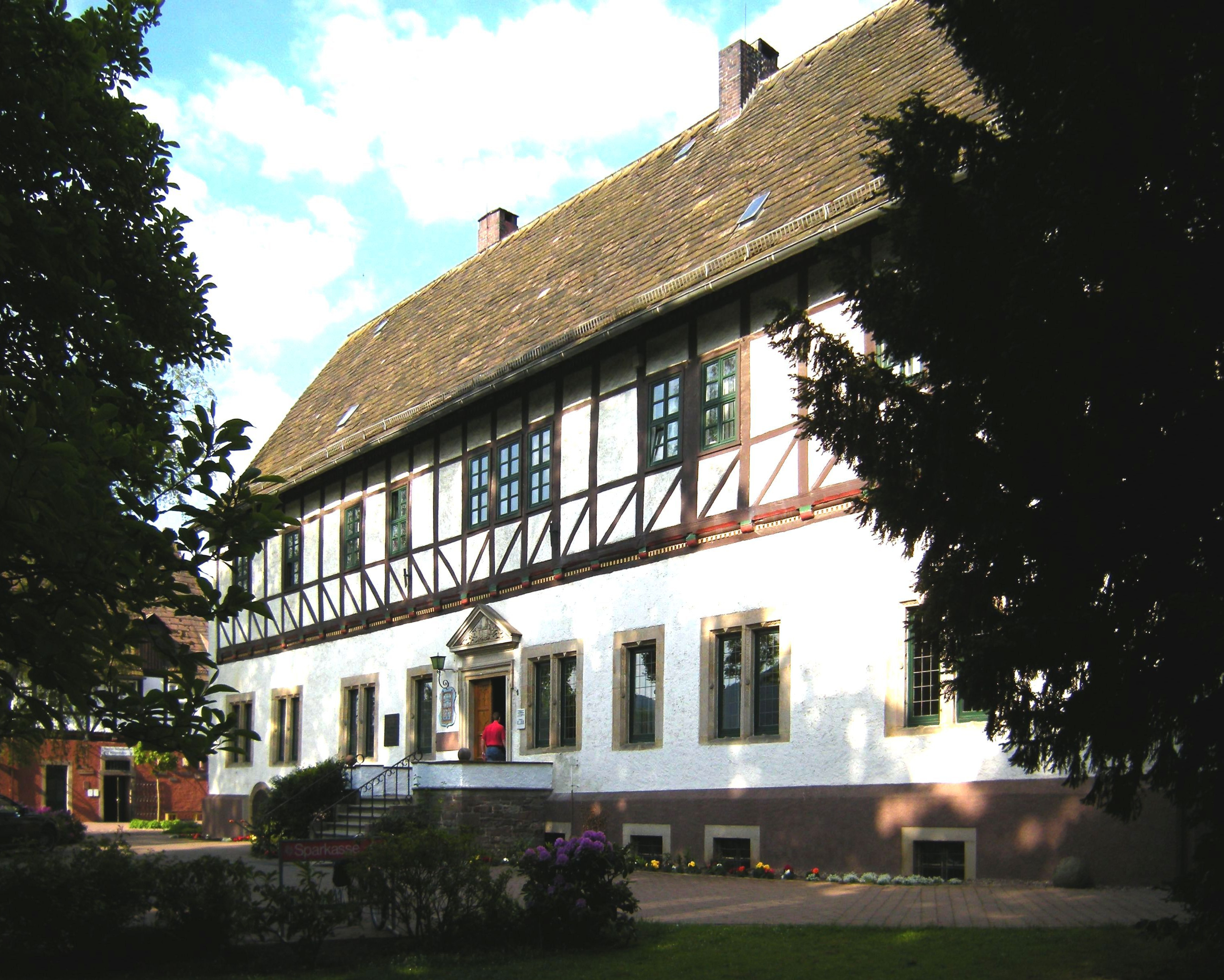
Das als Schloss Münchhausen bezeichnete Herrenhaus, in dem Hieronymus geboren wurde und in dem er verstarb

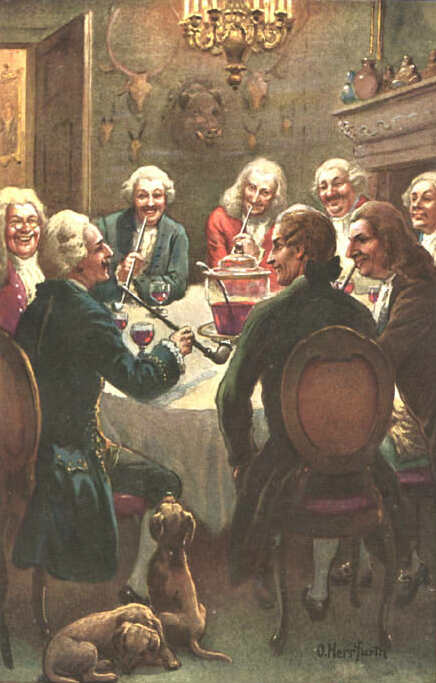
Münchhausen erzählt im Freundeskreis

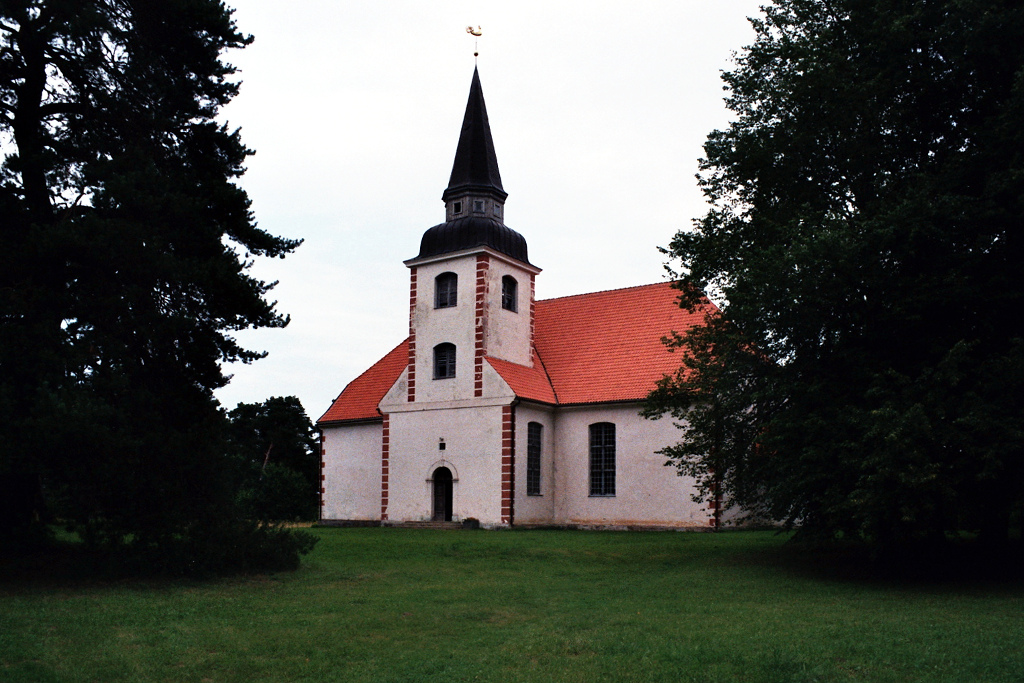
Kirche Pernigel (Liepupe) (2012)

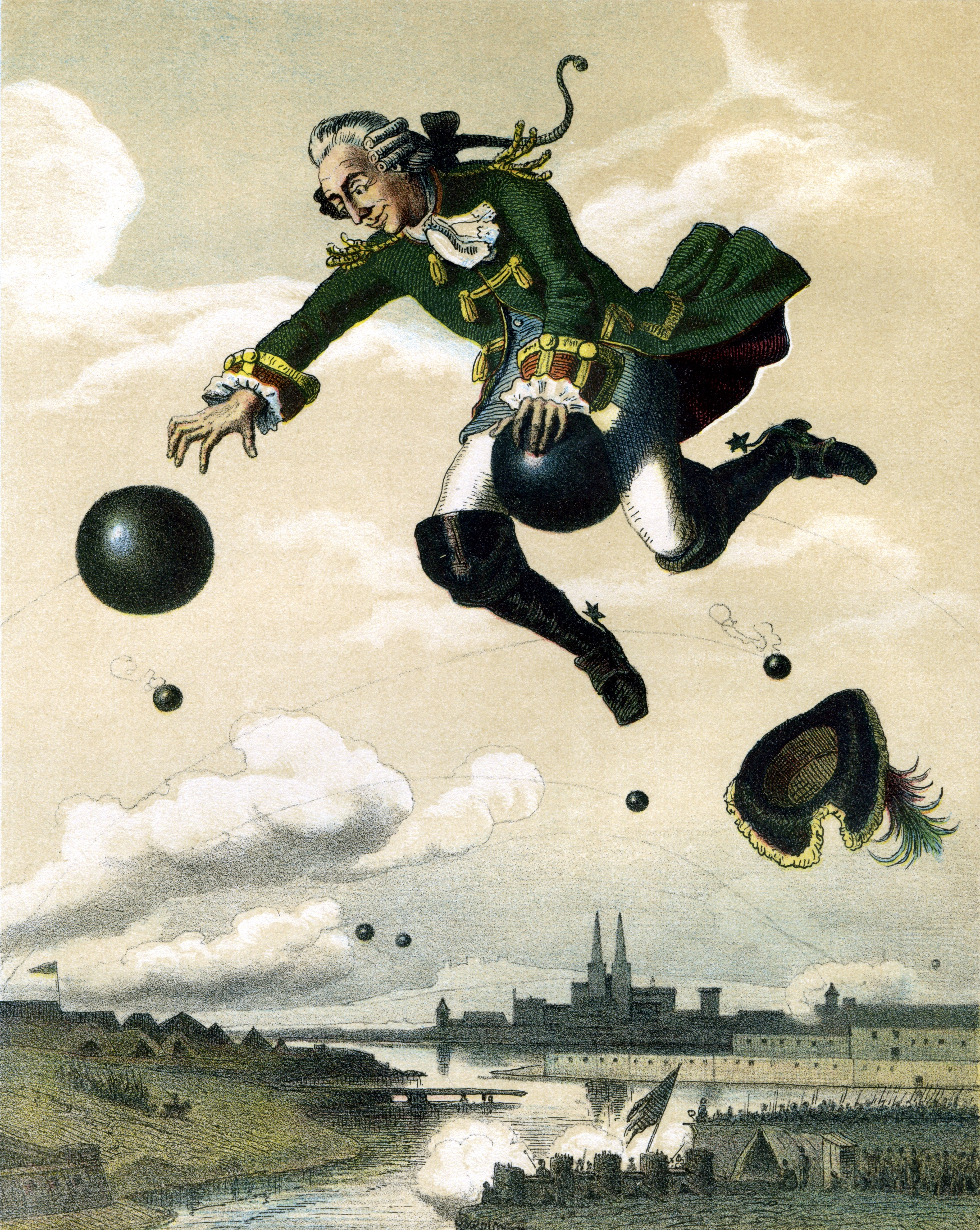
Münchhausens Ritt auf der Kanonenkugel – Zeichnung von August von Wille

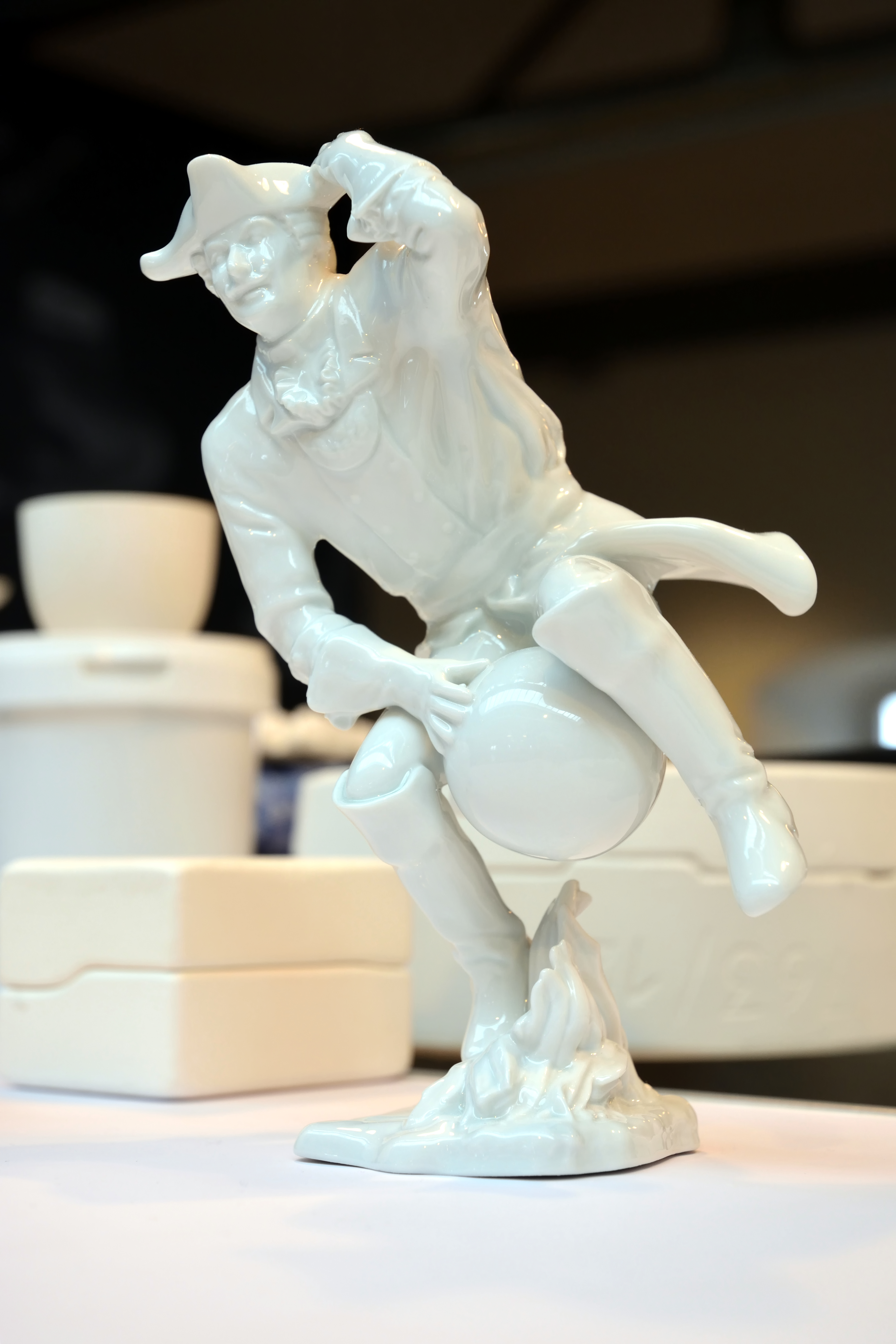
Porzellanfigur der Porzellanmanufaktur Fürstenberg

Münchhausen zieht sich aus dem Sumpf – Zeichnung von Theodor Hosemann

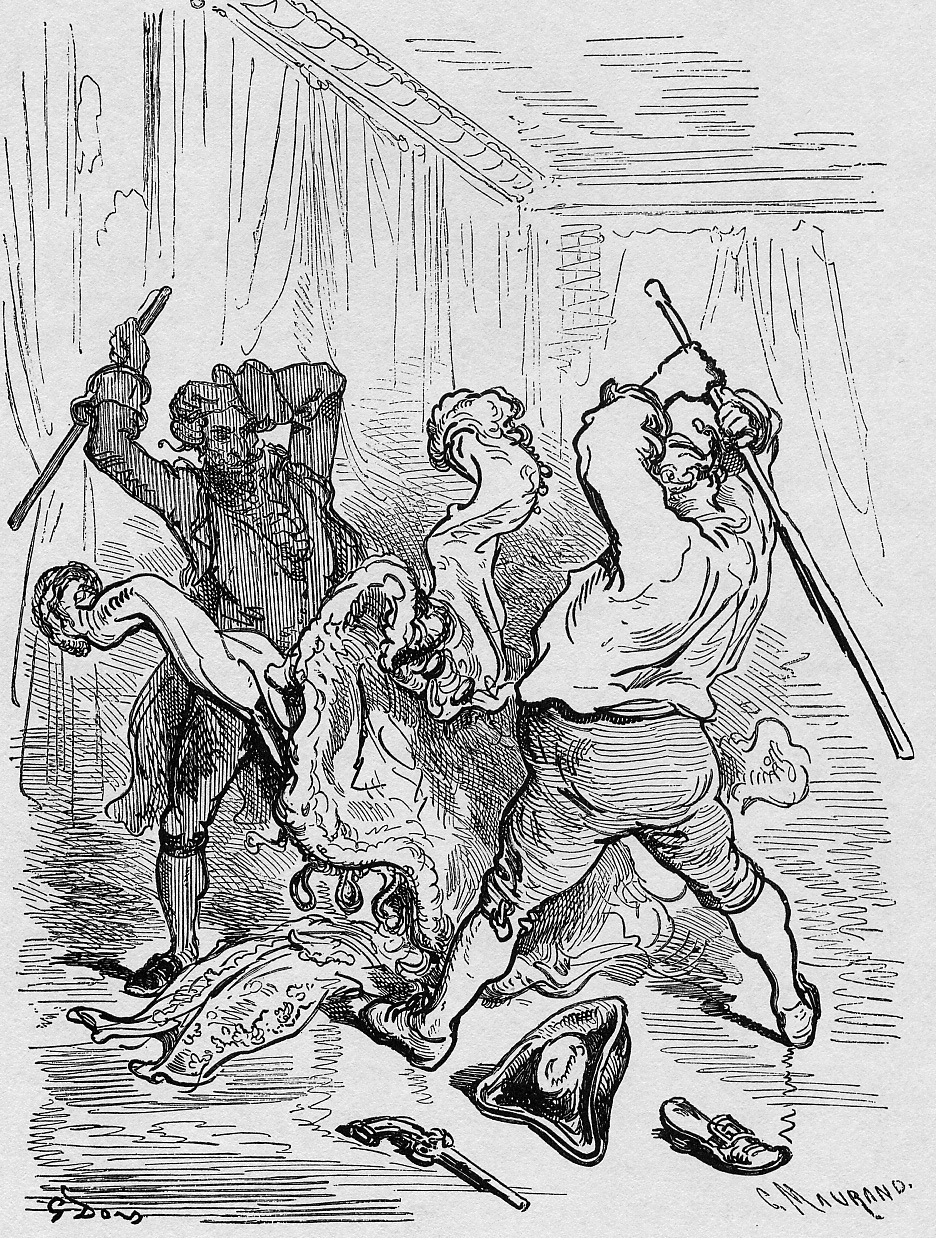
Münchhausens toller Überrock – Zeichnung von Gustave Doré

Der unter der Bezeichnung Lügenbaron berühmt gewordene Geschichtenerzähler gehört zur sogenannten schwarzen Linie des Adelsgeschlechts der Münchhausen, als dessen bedeutendster Repräsentant zu seinen Lebzeiten der kur-braunschweig-lüneburgische Premierminister Gerlach Adolph von Münchhausen (1688–1770) galt.
Hieronymus war eines von acht Kindern und wurde in dem als Schloss Münchhausen bezeichneten Herrenhaus eines Gutshofes in Bodenwerder geboren. Sein Vater war der Oberstleutnant der Kavallerie Georg Otto von Münchhausen (1682–1724), Gutsherr auf Rinteln und Bodenwerder, dieser wiederum ein Ururenkel des Söldnerführers Hilmar von Münchhausen. Der Vater starb, als Hieronymus vier Jahre alt war. Seine Mutter war Sibylle Wilhelmine von Reden aus Hastenbeck (1689–1741).
Adligem Brauch folgend, ging Hieronymus im Alter von 13 Jahren an den braunschweigischen Hof nach Wolfenbüttel. 1737 wurde er Page von Herzog Anton Ulrich von Braunschweig-Wolfenbüttel, dessen Braut und künftige Frau Anna Leopoldowna war eine Nichte und die designierte Nachfolgerin der russischen Zarin Anna. Anton Ulrich sollte sich in der russischen Aristokratie bewähren, weilte bereits in Sankt Petersburg und diente im Militär. Münchhausen reiste im Dezember 1737 nach Russland, wo er im Februar 1738 ankam. Aller Wahrscheinlichkeit nach ist er noch im selben Monat seinem Herrn in den Russisch-Österreichischen Türkenkrieg (1736–1739) gefolgt. Einige der ihm zugeschriebenen Lügengeschichten beruhen auf diesen kriegerischen Auseinandersetzungen. Die Lügengeschichte vom berühmten „Ritt auf der Kanonenkugel“ hat wahrscheinlich die Belagerung der osmanischen Festung Otschakow durch den russischen Oberbefehlshaber von Münnich zum Hintergrund.
1739 wurde Münchhausen von der Zarin Anna Iwanowna zum Fähnrich der russischen „Braunschweig-Kürassiere“ ernannt, deren Regimentschef Anton Ulrich war. Die Kürassiere lagen in Riga in Garnison und nahmen in der Folge wohl mit Münchhausen am Russisch-Schwedischen Krieg (1741–1743) teil. 1740 wurde Münchhausen zum Leutnant befördert. Seine Karriere versprach unter seinem Patron glänzend zu verlaufen, denn im selben Jahr wurde – nach dem Tode der Zarin Anna – der soeben erst geborene Sohn Anton Ulrichs als Iwan VI. zum Zaren von Russland ernannt. Doch endeten alle Hoffnungen der Welfen und ihrer Entourage jäh durch einen gewaltsamen Thronwechsel, als Annas Cousine Elisabeth, Tochter Peters des Großen, 1741 den einjährigen Iwan stürzte und ihn und seine Familie für lange Jahre in Gefangenschaft nahm. Münchhausens Leben wurde seitdem von Anton Ulrichs Schicksal überschattet. Zwar überstand er den Umsturz heil – vermutlich, weil er zu dieser Zeit in Finnland kämpfte –, aber aus seiner soeben erst begonnenen Karriere wurde nichts: Die weitere Beförderung zum Rittmeister ließ ein ganzes Jahrzehnt – bis 1750 – auf sich warten. Die Garnisonstadt Riga wurde in diesen Jahren sein hauptsächlicher Aufenthaltsort. Diese Rigaer Jahre beeinflussten wohl seine Fähigkeiten als Erzähler, denn in den deutsch-baltischen adligen Freundeskreisen wurde gerne ausgiebig und phantasievoll erzählt.
Von seinem Freund, dem baltischen Landadligen Georg Gustav von Dunten, wurde er wiederholt auf dessen Landgut nahe dem damals livländischen, jetzt lettischen Ort Ruthern (Dunte) eingeladen, wo beide der Entenjagd nachgingen. In einer Schenke der Stadt soll sich Münchhausen erstmals als Geschichtenerzähler betätigt haben. Auf von Duntens Landgut lernte der Baron auch dessen Tochter Jacobine von Dunten (* 1726? in Dunte; † 1790 in Bodenwerder) kennen, die er dann am 2. Februar 1744 in der Kirche des nahegelegenen Dorfes Pernigel (heute: Liepupe) heiratete.
1750 nahm Münchhausen seinen Abschied, kehrte nach Deutschland zurück und verlebte mit seiner Frau kinderlos weitere 40 Jahre auf dem ererbten Gut in Bodenwerder an der Weser. Er führte das Leben eines Landedelmannes, der sein Gut bestellt, geselligen Verkehr mit seinen Gutsnachbarn pflegt und dessen liebster Zeitvertreib die Jagd ist. Im Freundeskreis begann sein Erzähltalent allmählich berühmt zu werden. Gäste kamen nach Bodenwerder, auch von weit her, um fabelhafte Geschichten zu hören, darunter möglicherweise auch der Kasseler Museumsdirektor Rudolf Erich Raspe. Die ersten drei dieser Erzählungen publizierte 1761 der Graf Rochus Friedrich zu Lynar, dessen Bruder Moritz Karl einst zu gemeinsamen Petersburger Zeiten der Geliebte von Herzog Anton Ulrichs Ehefrau Anna Leopoldowna gewesen war; Rochus Lynar war 1749 Gesandter in St. Petersburg und dann von 1752 bis 1765 Statthalter in Oldenburg; nicht allzu weit davon entfernt, in Daren (heute Landkreis Vechta), lebte Münchhausens Schwester Anna von Frydag, bei der man sich wiedergesehen haben könnte.
Nach dem Tod seiner Frau 1790 warb der alte Münchhausen um sein Patenkind, die erst 17-jährige Tochter des Majors von Brunn aus Polle: Am 12. Januar 1794 ehelichte er die 20-jährige Bernhardine Brunsig von Brunn. Schon kurz nach der Hochzeit kam es zu schlimmen Zerwürfnissen. Wegen ehelicher Untreue reichte der 73-jährige Baron die Scheidung ein. In einem drei Jahre lang andauernden und aufsehenerregenden, ruinösen Scheidungsprozess endete die Ehe. Der Baron verlor dadurch fast sein ganzes Vermögen. 1794 musste er daher das Gut Bodenwerder formell an seinen Neffen Wilhelm abtreten, blieb jedoch dort wohnhaft. Bernhardine von Brunn sollte, wie es hieß, auf einer Reise in die Niederlande verschollen sein. Dort heiratete sie aber im Jahre 1800 den holländischen Drosten Abraham de Both aus Didam.
Ein gelegentlicher Gast in Bodenwerder, der Universalgelehrte und Kustos Rudolf Erich Raspe, stahl – um Schulden zu begleichen – 1774 Münzen aus den landgräflichen Sammlungen in Kassel. Der Diebstahl wurde entdeckt, Raspe floh nach England. Um Geld zu beschaffen, veröffentlichte er 1785 in London eine Reihe von Anekdoten und Reiseabenteuern unter Münchhausens Namen (siehe unten), nachdem bereits 1761 Graf Lynar und 1781 ein anonymer Autor erste Münchhausiaden publiziert hatten. Raspes Buch wurde ein ungeheurer Erfolg und zog vier stets erweiterte Neuauflagen nach sich. 1786 wurden diese Geschichten von Gottfried August Bürger ins Deutsche übersetzt und dabei nochmals um viele Abenteuergeschichten vermehrt. Diese Publikationen machten Hieronymus von Münchhausen zwar weltberühmt, brachten ihm jedoch den Ruf als „Lügenbaron“ ein und gaben ihn – in seinen Augen – der Lächerlichkeit preis. Der Ärger darüber vergällte ihm, neben dem späten Eheabenteuer und dem nachfolgenden Ruin, den Rest seiner Jahre.

## Die Lügengeschichten
Die dem Baron zugeschriebenen Erzählungen gehören in die Tradition der Lügengeschichten, die weit in die Literatur des klassischen Altertums (Lukian von Samosata: Vera historia) und dem frühen orientalischen Erzählgut zurückreicht und von den humanistischen Fazetien- und Schwank-Sammlungen des 15. und 16. Jahrhunderts in Deutschland fortgeführt wurde. Entsprechende Motive finden sich bei Heinrich Bebel, Hans Wilhelm Kirchhof und Abraham a Sancta Clara.
Dem Baron werden von den verschiedenen Autoren (siehe literarische Verarbeitung) insgesamt weit über hundert Lügengeschichten zugeschrieben. Zu den bekanntesten zählen unter anderem:
- Münchhausen bindet sein Pferd in einer Winternacht an einen – wie er glaubt – Pfahl an, der aber in Wirklichkeit die Spitze des Wetterhahns eines Kirchturms ist. Nach einer Schneeschmelze baumelt das Pferd am Kirchturm. Da schießt Münchhausen mit seiner Pistole den Halfterriemen durch, so dass das Pferd herunterfällt und er seine Reise fortsetzen kann.
- Münchhausen fängt mit an eine Leine gebundenen Speckstückchen Enten, die dann aber aufflattern und ihn durch die Luft tragen.
- Münchhausen schießt einem Hirsch eine Ladung Kirschkerne auf den Kopf, worauf in dessen Geweih ein Baum entsprießt.
- Münchhausen schießt Hühner mit einem Ladestock.
- Münchhausen jagt einen achtbeinigen Hasen.
- Münchhausen fasst einem Wolf in den Schlund und wendet dessen Inneres nach außen.
- Münchhausen holt sein in den Schnee gefallenes Messer mittels eines gefrorenen Harnstrahls zu sich herauf.
- Münchhausens Pferd wird durch ein Torgatter zweigeteilt. Während der Baron unwissend mit der vorderen Hälfte zur Tränke reitet, vergnügt sich die hintere auf der Wiese mit Stuten.
- Münchhausen springt mit seinem Pferd durch eine fahrende Kutsche.
- Münchhausen reitet auf einer Kanonenkugel über eine belagerte Stadt, inspiziert die feindlichen Stellungen und steigt kurzerhand auf eine in die Gegenrichtung fliegende Kugel um.
- Münchhausen zieht sich samt Pferd am eigenen Schopf aus dem Sumpf.
- Münchhausen reitet mit seinem Pferd auf einem gedeckten Teetisch, ohne das Geschirr zu zerbrechen.
- Münchhausen wirft seine silberne Axt so weit, dass sie auf dem Mond landet. Mittels einer Bohnenranke steigt er hinauf, um sie zu holen (vgl. das englische Märchen Hans und die Bohnenranke).
- An einem kalten Wintertag gefrieren die Töne im Posthorn eines Kutschers. Deshalb trägt er die Postkutsche und springt über die entgegenkommende Kutsche. Später taut das Horn in der Schenke auf und gibt die Musik von sich.
- Münchhausens schnellfüßiger Diener bringt dem Sultan in Konstantinopel binnen einer Stunde eine Flasche Tokajer aus Wien (zu dieser Episode, in der auch andere Diener mit wundersamen Eigenschaften vorkommen, vgl. Sechse kommen durch die ganze Welt).
- Münchhausen fährt mit einem Pferdeschlitten, als ein Wolf sein Pferd von hinten angreift, ganz auffrisst und dann im Geschirr steckend die Aufgabe des Pferdes übernimmt.
- Münchhausen wird von einem tollwütigen Hund angefallen, der sich in seinen Überrock verbeißt. Später zeigt der Rock selbst Anzeichen der Tollwut und geht auf seinen Besitzer los.

Der Witz liegt bei einem Großteil der Geschichten in dem Kontrast zwischen der grotesken Handlung und dem nüchternen Tonfall, in dem sie dargeboten wird; physikalische oder biologische Gesetzmäßigkeiten werden außer Kraft gesetzt, ohne dass der Erzähler dies als  erklärungsbedürftig ansieht.

## Literarische Verarbeitung
Die Figur Münchhausen sowie seine Lügengeschichten wurden vielfach literarisch verarbeitet. Zu nennen sind insbesondere:

### Rochus Graf zu Lynar
Bereits 1761 veröffentlichte Rochus Graf zu Lynar in seinem zur moralischen Erziehung seiner Bediensteten geschriebenen Buch Der Sonderling drei Geschichten, die – trotz fehlender Nennung des Namens Münchhausen – für Wissende erkennbar dem Baron zuzuordnen waren.

### Vademecum für lustige Leute
1781 erschienen in einem anonym veröffentlichten Vademecum für lustige Leute sechzehn Anekdoten, die einem Herrn „M-h-s-n“ in den Mund gelegt wurden. Entgegen verbreiteter Ansicht kann das Büchlein nicht mit Sicherheit dem Verleger August Mylius zugeschrieben werden, insbesondere fehlt sein Name auf der Titelseite. Der für seine öffentlichkeitsscheue Zurückgezogenheit bekannte Münchhausen selbst war von der Veröffentlichung keineswegs begeistert. 1783 erschien eine um zwei Geschichten ergänzte Neuauflage des Vademecum. Manche der im Vademecum enthaltenen Erzählungen tauchen schon in den erwähnten älteren Lügensammlungen auf.

### Rudolf Erich Raspe
Der in England lebende deutsche Gelehrte Rudolf Erich Raspe erstellte im Sommer bzw. Herbst 1785 auf der Grundlage der beiden Vademecum-Texte ein eigenes Münchhausen-Buch, nämlich Baron Munchhausen’s Narrative of His Marvellous Travels and Campaigns in Russia. Er veröffentlichte diese Sammlung der Erzählungen anonym im Dezember desselben Jahres. Im April 1786 erweiterte er es vor allem um die Seeabenteuer. Im Mai und Juli 1786, im Frühjahr 1787 sowie 1789 publizierte er in England eine 3., 4., 5. und 6. Auflage. Dort baute er überdies Geschichten von Lukian und englische Kriegsberichte ein. 1792 folgte schließlich noch ein zweiter Band.

### Gottfried August Bürger
Im September 1786 veröffentlichte der deutsche Dichter Gottfried August Bürger in Göttingen sein Werk Wunderbare Reisen zu Wasser und zu Lande – Feldzüge und lustige Abenteuer des Freiherrn von Münchhausen, das heute als bekannteste Fassung der Abenteuer des Lügenbarons gelten kann. Das Werk stellt teilweise eine Übersetzung von Raspes Vorlage, teilweise Bürgers eigene Schöpfung dar.
Auf der Basis von Raspes fünfter Auflage veröffentlichte Bürger im Herbst 1788 eine zweite, erweiterte Ausgabe. Von Raspes sechster Auflage sowie dem zweiten Band nahm Bürger indes keine Notiz mehr.

### Übersetzungen und fremdsprachige Nachdichtungen
Bald folgten Übersetzungen insbesondere der Werke Raspes und Bürgers in andere Sprachen wie Französisch, Holländisch und Schwedisch. Wenngleich sie auf ihren Titelblättern jeweils die Vorlage verzeichnen, haben die Autoren und Übersetzer der anderen Sprachen ausnahmslos selbst weiterfantasiert, ergänzt oder verändert oder mehrere ältere Vorlagen vermischt. Von 1786 bis 2013 sind etwa 4000 Münchhausen-Ausgaben in 100 Sprachen und insgesamt etwa sechs Millionen Exemplare erschienen.

### Weitere Bearbeitungen

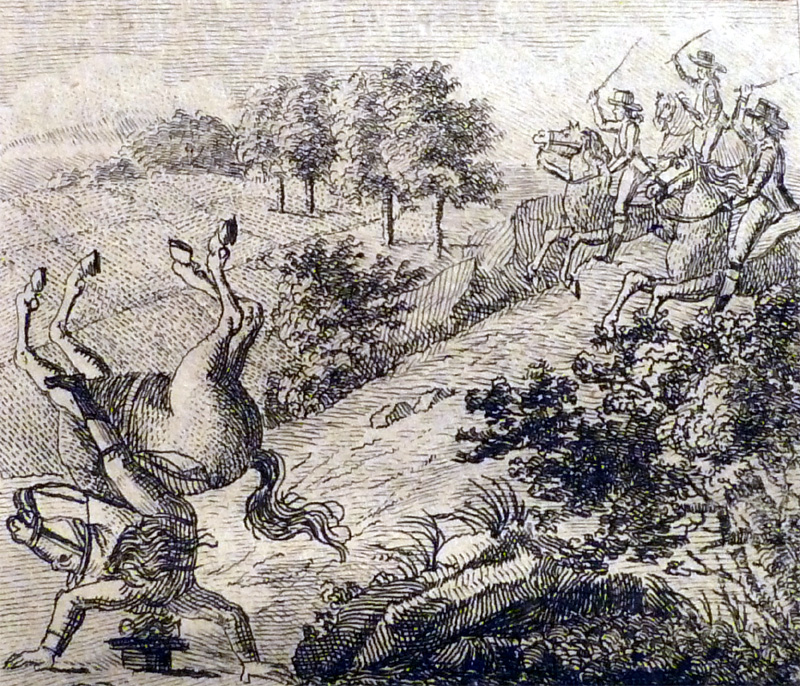
Münchhausen schlägt Purzelbäume mit seinem Pferd. Kupferstich aus Lustiges Post- und Reise-Vademecum, 1795

1795 erscheint bei Oehmigke in Berlin eine anonyme Sammlung mit Münchhausen-Anekdoten unter dem Titel Lustiges Post- und Reise-Vademecum, munteren Reisenden gewidmet von Monsieur Heemkengrypern, gewesenen Kammerdiener des Herrn von Münchhausen, und herausgegeben von seinem lachenden Erben, Polkwitz 1795. Darin wird unter anderem berichtet, wie Münchhausen ein Pferderennen gewinnt, indem er mitsamt dem Pferd Purzelbäume schlägt (Kapitel 7), wie ihm eine Zucht von Fischen misslingt, indem er versehentlich Walfische heranzieht (Kapitel 9) oder von Pfannkuchen-Sträuchern, die er auf seinen Gütern kultiviert (Kapitel 14).
1833 behandelte Ludwig von Alvensleben in Der Lügenkaiser die Erlebnisse von Münchhausen jun. 1838f veröffentlichte Karl Leberecht Immermann Münchhausen. Eine Geschichte in Arabesken. 1895 wurde Fritz Pfudels Lustspiel in zwei Aufzügen Der Blitzjunge oder Ein zweiter Münchhausen uraufgeführt. 1906 erschien Paul Scheerbarts Münchhausen und Clarissa, 1912 sein Werk Das große Licht. Ein Münchhausen-Brevier. 1933 schließlich folgte Carl Haensel mit Das war Münchhausen. 1948 wurde das 1934 geschriebene fünfaktige Schauspiel Münchhausen von Walter Hasenclever uraufgeführt. 1957 erschien Kurt Frosts Drama Unsterblicher Münchhausen sowie 2006 Baron Münchhausens wahre Lügen von Dirk Seliger und Anke Seliger. 1969 veröffentlichte die Maximilian-Gesellschaft als Jahresgabe für 1968 in einer Auflage von 1600 Exemplaren: Freyherr von Münchhausen: Die Land-Abenteuer mit 13 Zeichnungen von Josef Hegenbarth aus dessen Nachlass.

### Illustrationen

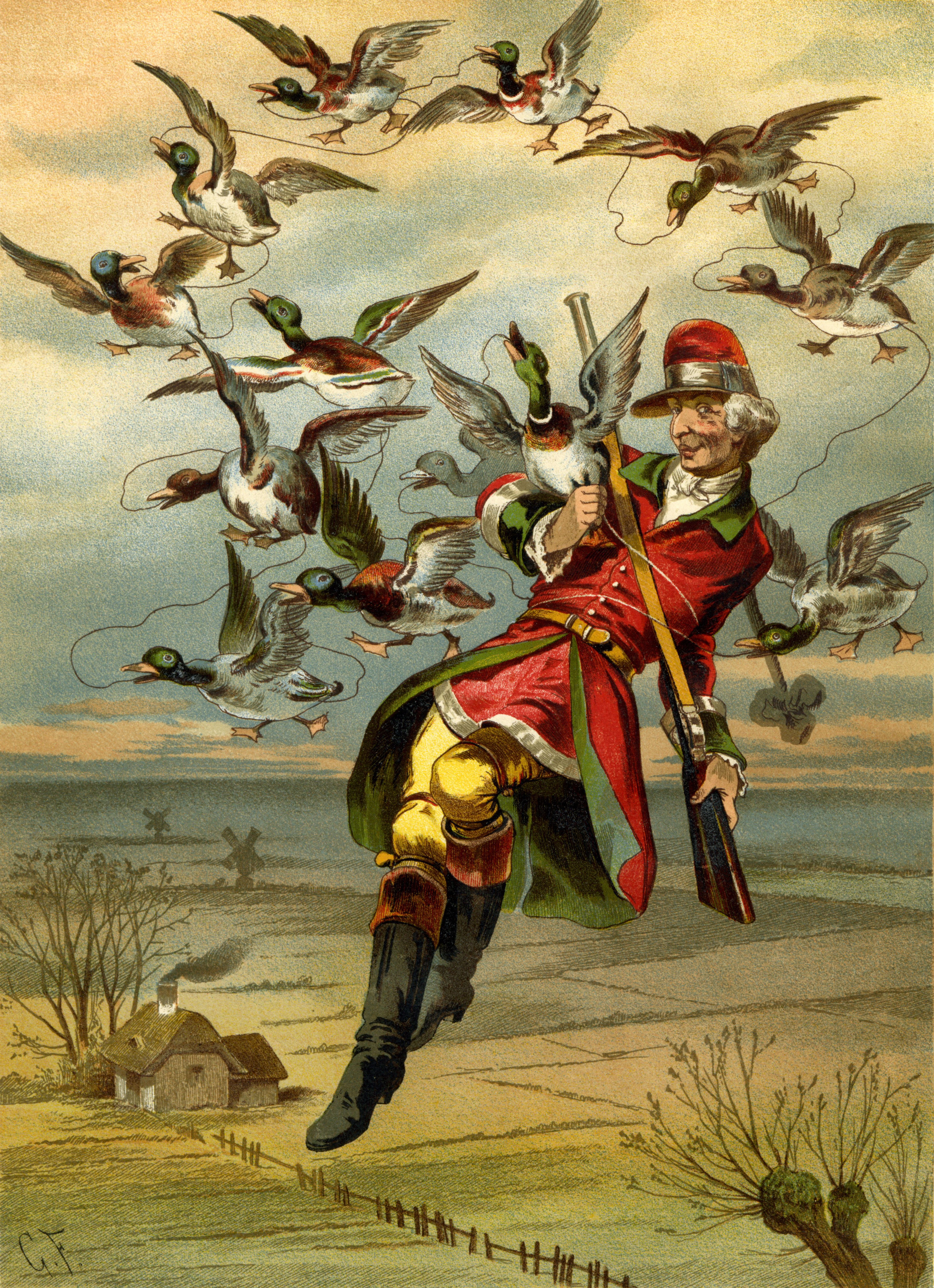
Münchhausen auf Entenjagd – von Gottfried Franz
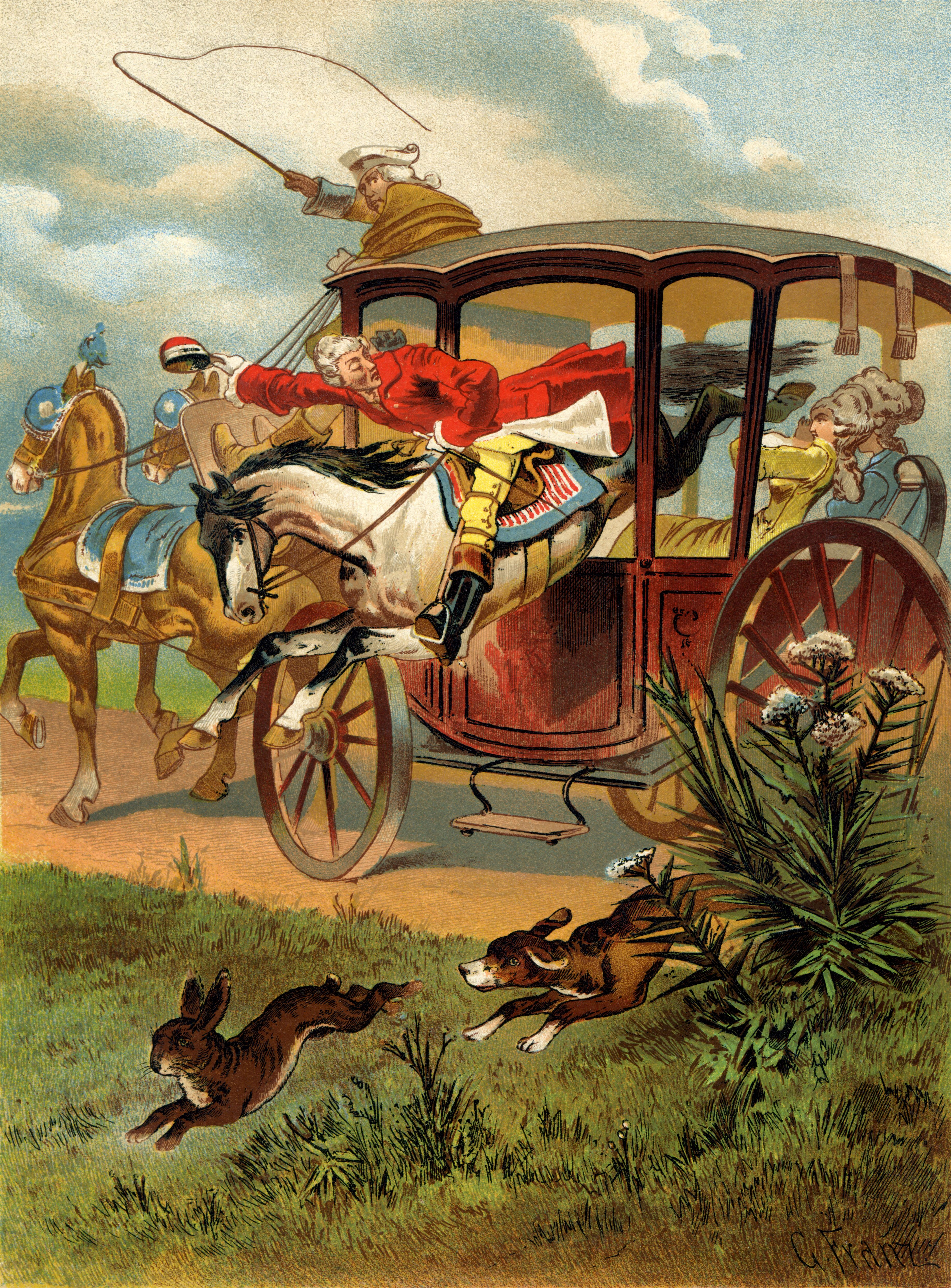
Der Sprung durch die Kutsche
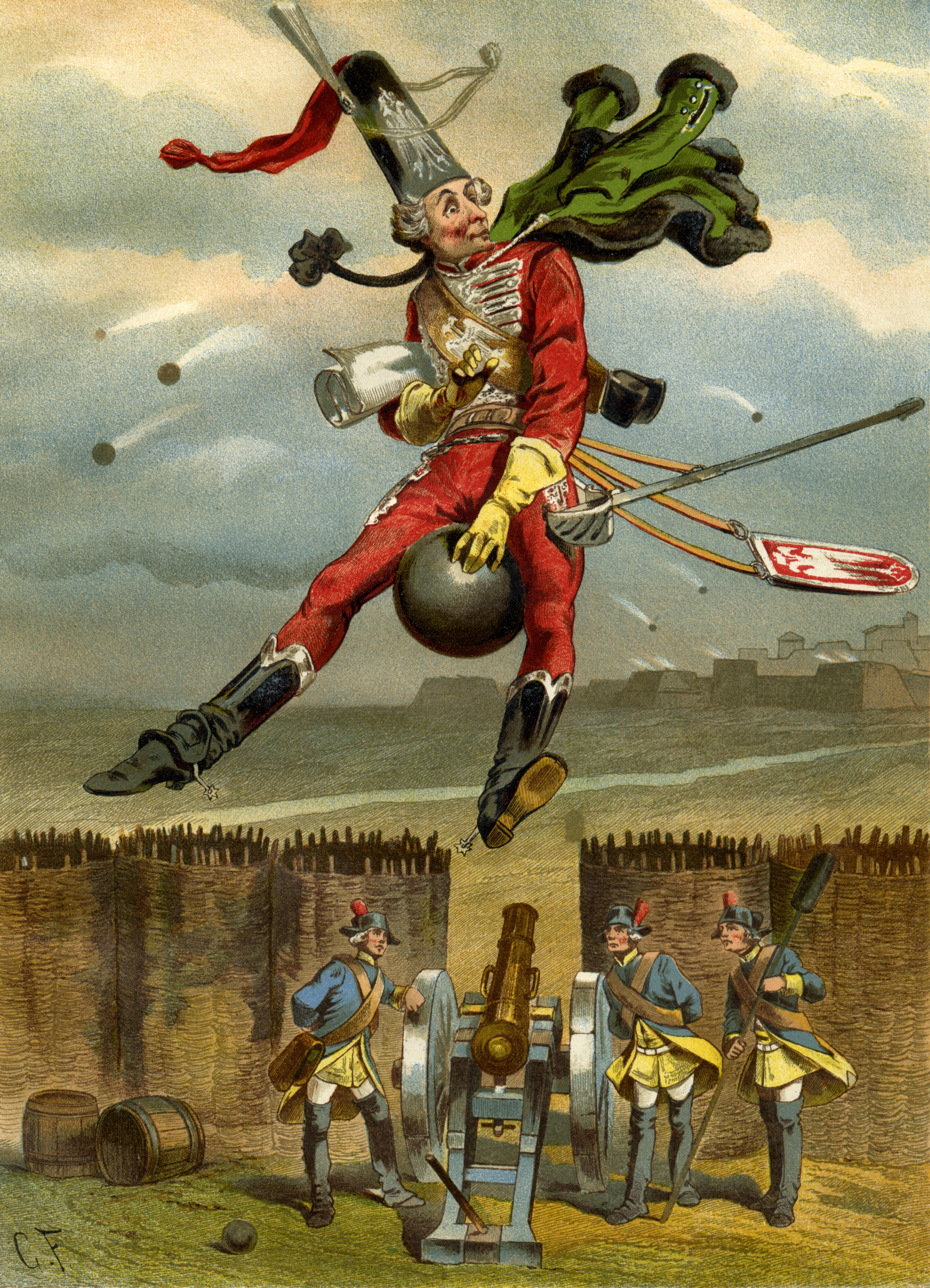
Der Ritt auf der Kanonenkugel
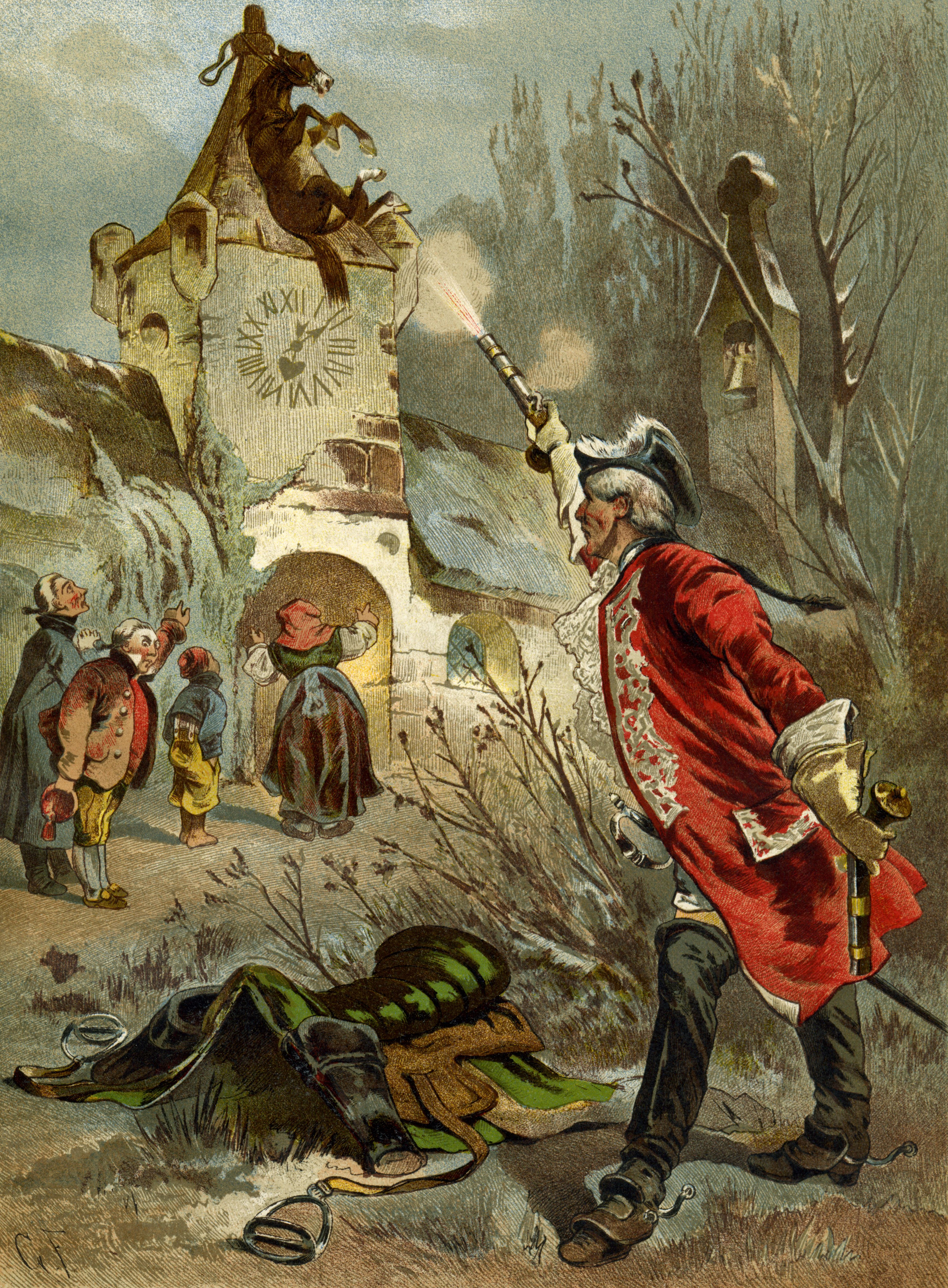
Das Pferd am Kirchturm
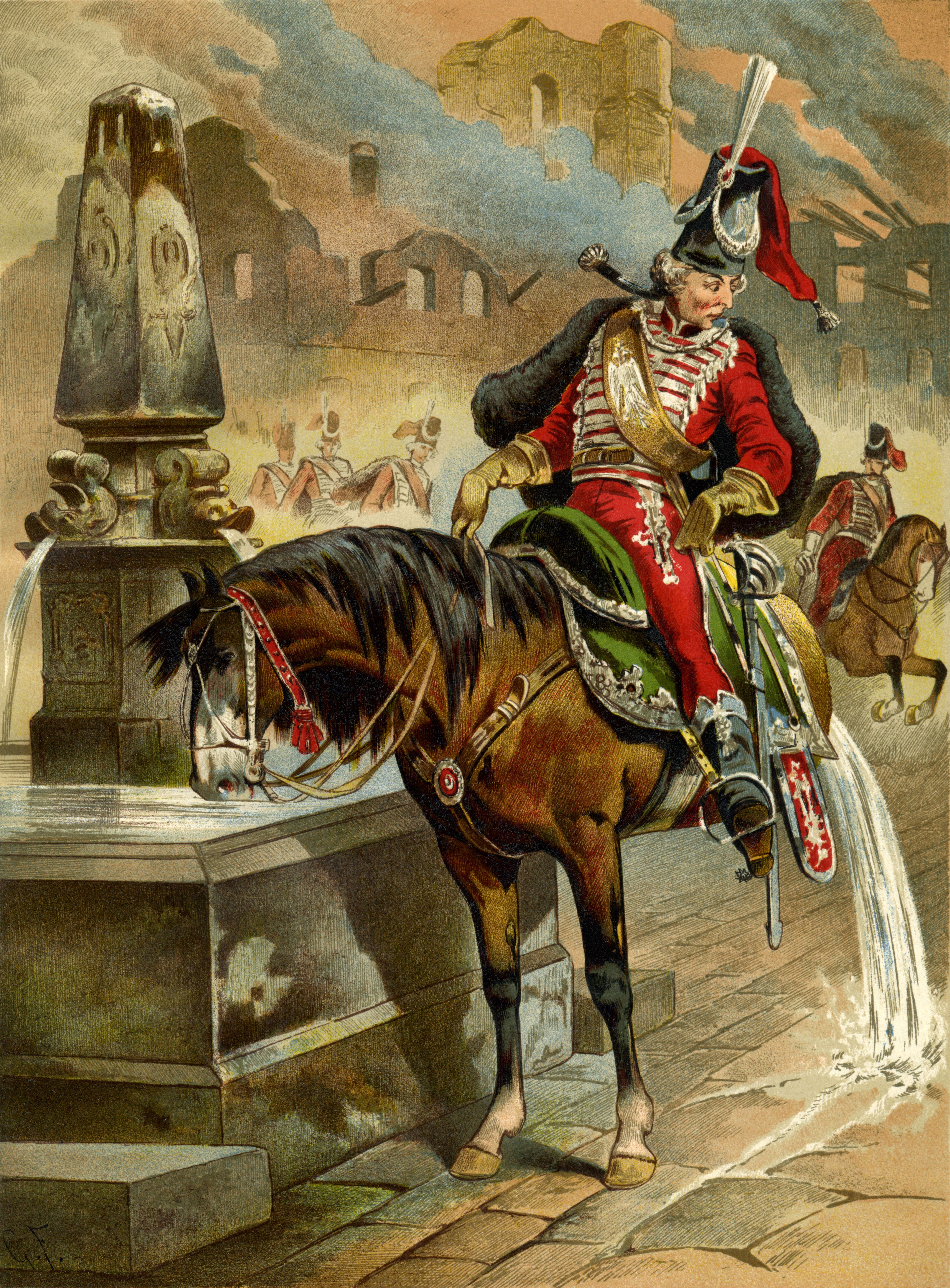
Das vom Fallgitter halbierte Pferd
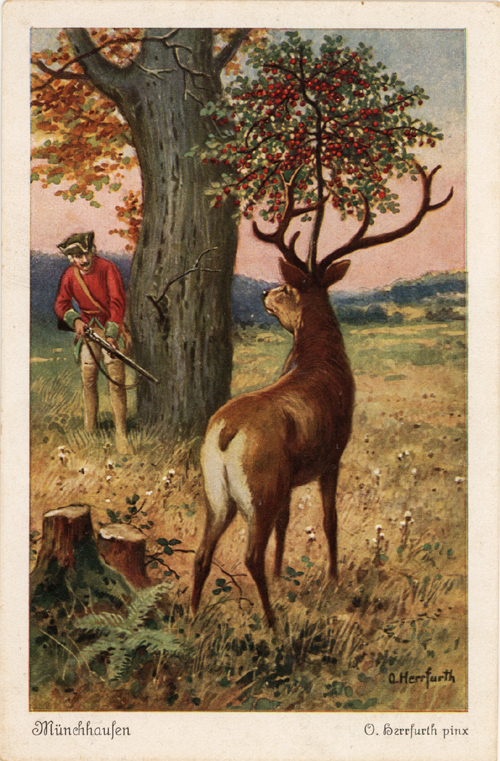
Das Kirschbaumgeweih
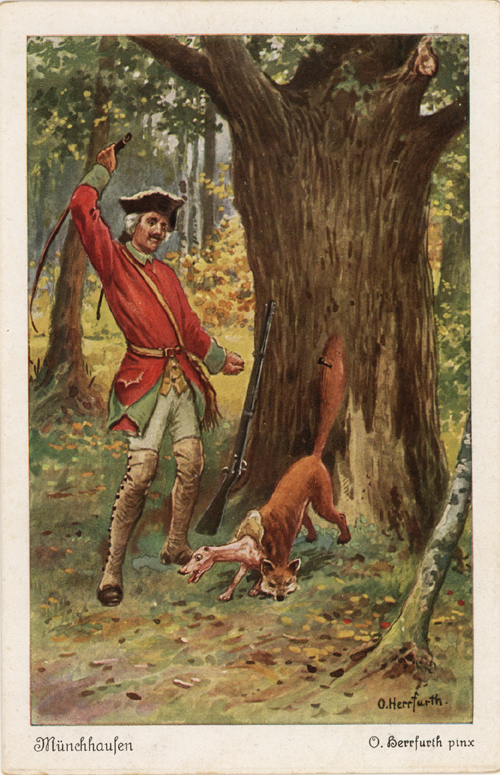
Der Fuchs springt aus dem Fell
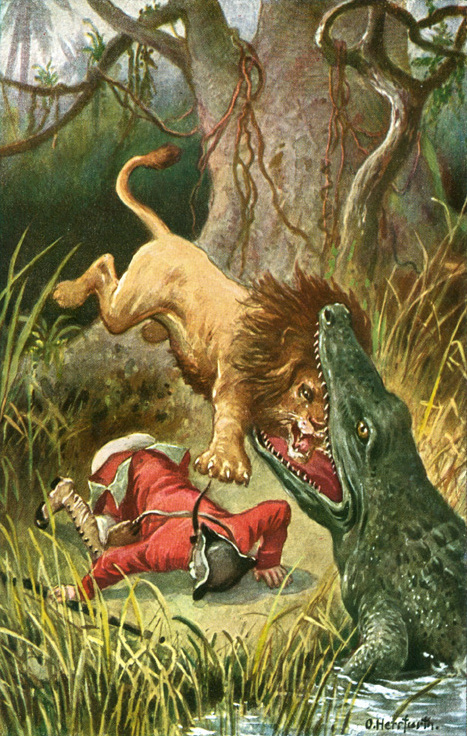
Der Löwe und das Krokodil
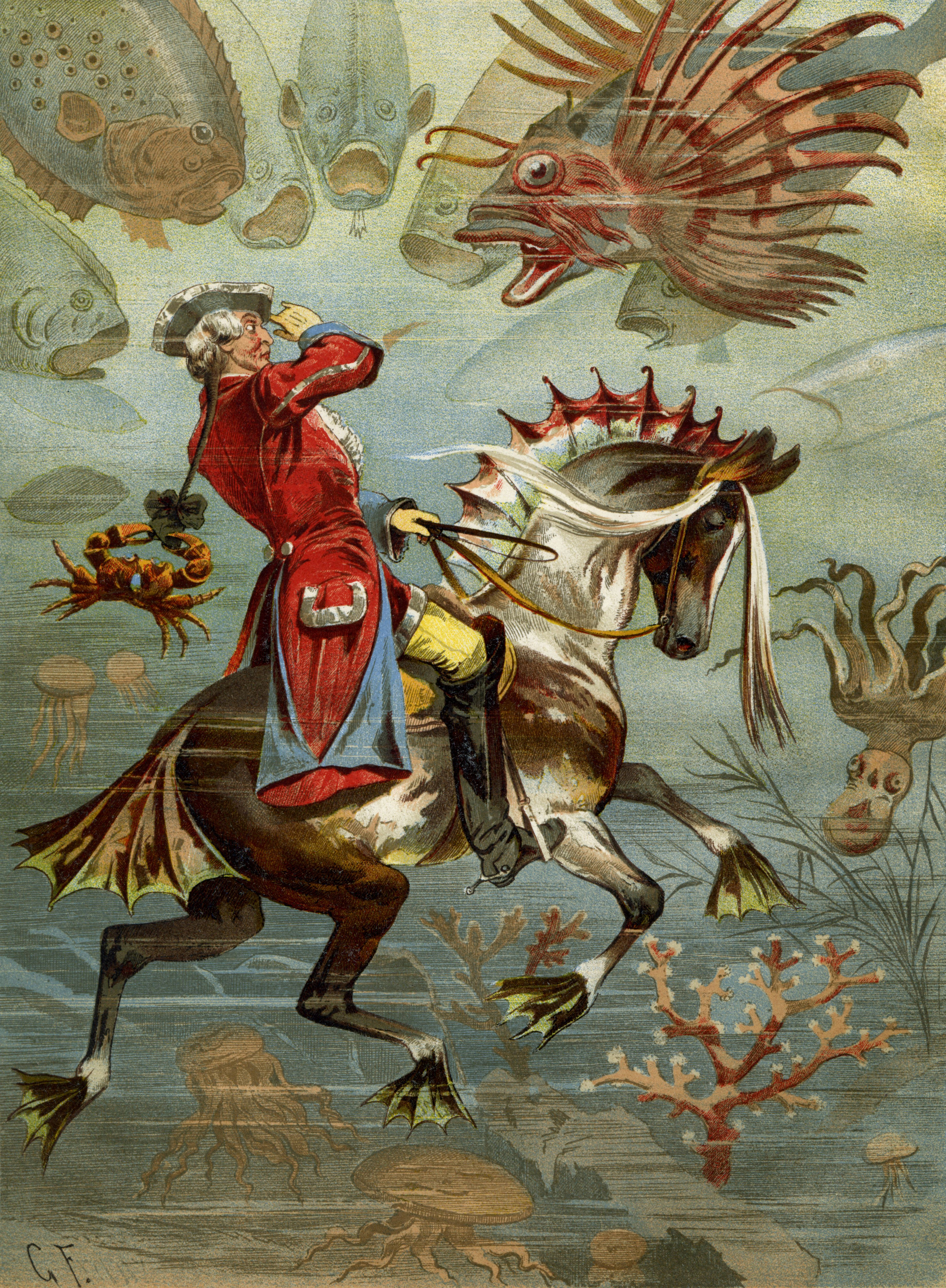
Der Baron im Meer
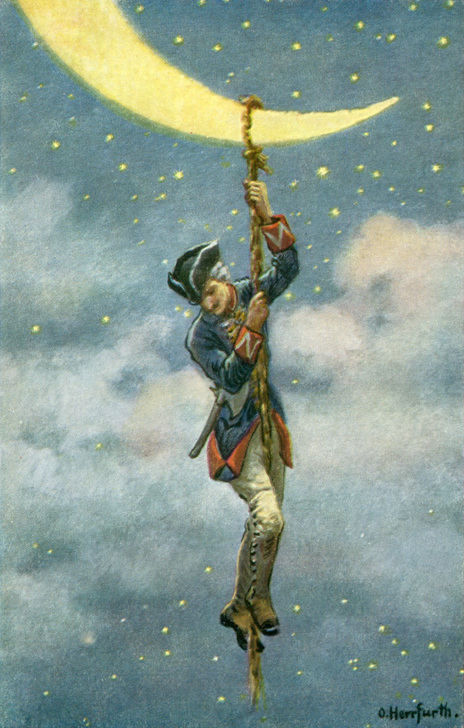
Beim Abseilen vom Mond

## Verfilmungen
Seit 1911 sind Münchhausen-Geschichten mehrfach verfilmt worden, sowohl als Real- wie auch als Zeichentrickfilm.
- Die wohl früheste Verfilmung ist der Stummfilm Les aventures de Baron du Munchhausen von Georges Méliès aus dem Jahr 1911.
- Eine frühe deutsche Verfilmung stellt der Trickfilm Die Abenteuer des Baron Münchhausen oder: Die Wahrheit über alles aus dem Jahr 1930/1931 dar.
- Zu den bekanntesten Verfilmungen gehört der UFA-Film Münchhausen von 1943 mit Hans Albers in der Titelrolle. Drehbuchautor war Erich Kästner, der nur unter Pseudonym (als Berthold Bürger) schreiben durfte. Mit rund 6,5 Millionen Reichsmark Produktionskosten war der technisch aufwendige Streifen nach dem Film Kolberg von Veit Harlan die zweitteuerste Filmproduktion der NS-Zeit.
- Der deutsche Trickfilmer Hans Held realisierte 1944 den Zeichentrickfilm Abenteuer des Freiherrn von Münchhausen – Eine Winterreise.
- Baron Münchhausen (tschechisch: Baron Prášil) von Karel Zeman, 1961.
- Eine Serie aus insgesamt fünf Zeichentrickfilmen unter dem Namen Die Abenteuer von Münchhausen wurde in den Jahren 1973, 1974 in der Sowjetunion und danach 1995 in Russland von Natan Lerner und Anatolij Solin produziert.
- Der französische Zeichentrickfilmregisseur Jean Image verfilmte die bekanntesten Abenteuer Münchhausens in zwei Zeichentrickfilmen. Der tollkühne Lügenbaron – Münchhausen und seine listigen Streiche (1979) sticht besonders durch die Synchronisation hervor, bei der Harald Juhnke Münchhausen seine Stimme lieh. 1983 drehte Image einen zweiten Teil unter dem Titel Das Geheimnis der Seleniten, der Münchhausens erste und zweite Reise zum Mond behandelt.
- Der zweiteilige sowjetische Fernsehfilm Genau jener Münchhausen aus dem Jahr 1979 von Mark Sacharow mit Oleg Jankowski in der Hauptrolle ist eine romantische Tragikomödie und eine allegorische Satire der späten sowjetischen Gesellschaft. Das Drehbuch von Grigori Gorin basiert nur vage auf den Lügengeschichten des Baron Münchhausen. Im Film wird der Baron als nonkonformistischer und kompromissloser romantischer Held dargestellt, der mit unerschöpflicher Fantasie, unkonventionellem Verhalten und scharfer Zunge das stumpfe, langweilige und monotone Leben aufheitern will. Damit stößt er auf Unverständnis und Ablehnung seitens der konservativen Gesellschaft, die versucht, ihn zu maßregeln und schlussendlich zu vernichten.
- 1988 drehte das ehemalige Monty-Python-Mitglied Terry Gilliam unter dem Titel Die Abenteuer des Baron Münchhausen eine aufwändige Produktion, in dem unter anderem John Neville, Eric Idle, Oliver Reed, Robin Williams und Sting mitspielen.
- An den Weihnachtsfeiertagen 2012 sendete die ARD eine zweiteilige 180-minütige Verfilmung mit dem Titel Baron Münchhausen mit Jan Josef Liefers in der Hauptrolle.

## Comic
Auch die sequentielle Kunst beschäftigt sich mit dem Thema Münchhausen:
- Die Abenteuer des Freiherrn von Münchhausen, Münchener Bilderbogen, Nr. 50 (1850), 55 (1850) und 232 [1857][9]
- Münchhausen’s Fahrten und Abenteuer, Deutsche Bilderbogen für Jung und Alt, Nr. 172, 173[10]
- Münchhausens seltsamstes Abenteuer, Zeichnungen: Herbert Reschke, Frösi, Heft 10, 1959[11]
- Münchhausens Seeabenteuer (Nr. 103), Münchhausens wundersame Abenteuer (Nr. 117), Münchhausens Ritt auf der Kanonenkugel (Nr. 124), Münchhausens Abenteuer mit der silbernen Axt (Nr. 154), Dia-Rollfilm, Text/Zeichnungen: Heinz Völkel, DEFA-Kopierwerke Berlin, ca. 1961[12]
- Münchhausen, Text/Zeichnungen: Heinz Jankofsky, Klassiker der DDR-Bildgeschichte, Band 24, August 2011. Holzhof Verlag, Dresden 2011, ISBN 978-3-939509-24-0.
- Münchhausen. Die Wahrheit übers Lügen, Text: Flix, Zeichnungen: Bernd Kissel, Carlsen Verlag, Hamburg 2016, ISBN 978-3-551-76303-7.

## Erinnerung an Münchhausen

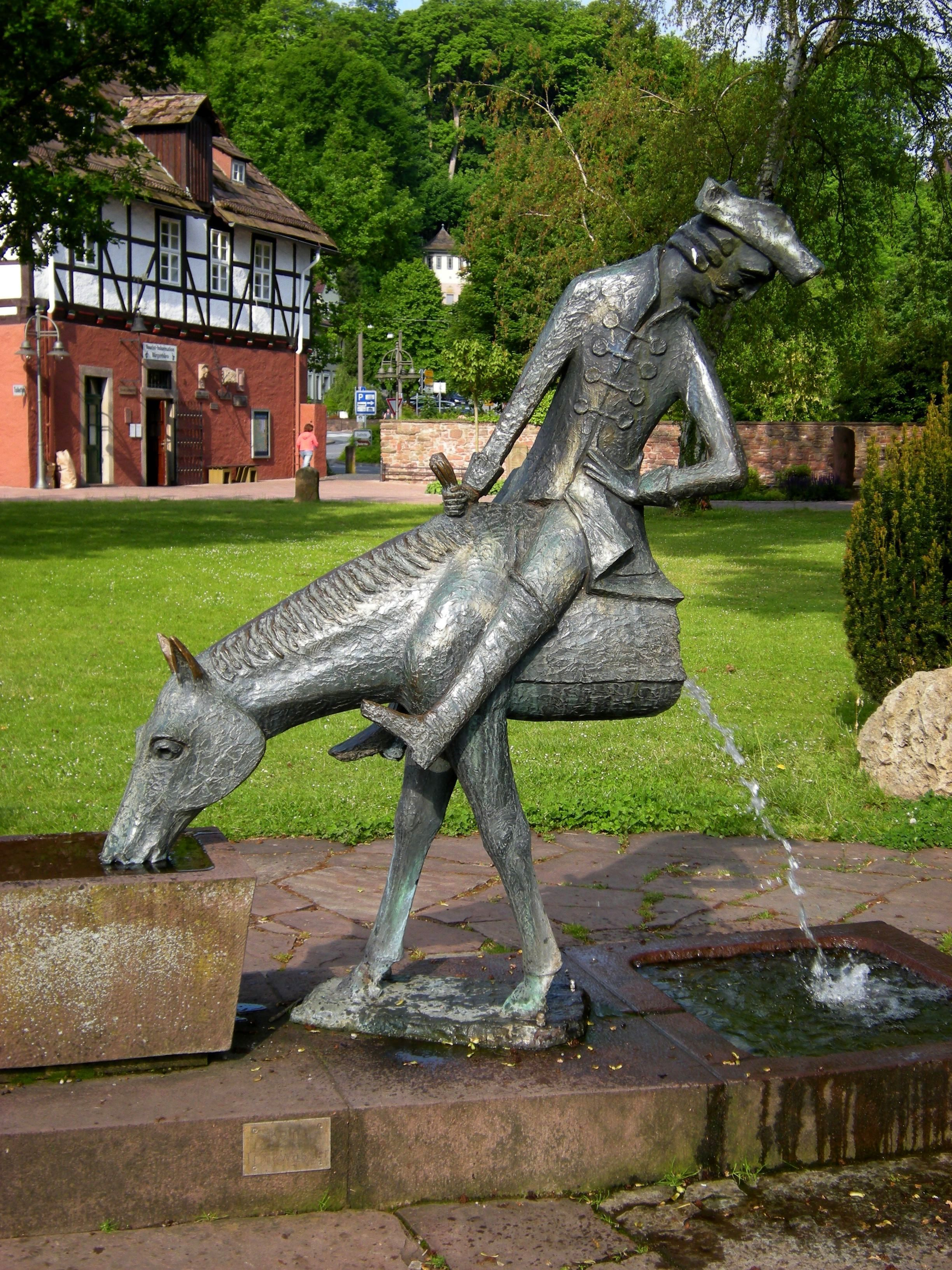
Brunnen am Münchhausen-Museum in Bodenwerder

In besonderer Weise wird des Lügenbarons in seiner Heimatstadt Bodenwerder im Weserbergland gedacht, wo es u. a. ein Münchhausenmuseum und einen Brunnen gibt, der an die Geschichte mit dem halbierten Pferd erinnert. Seit 1997 verleiht die Stadt auch den Münchhausen-Preis für besondere Leistungen auf dem Gebiet der Darstellungs- und Redekunst. Im nahen Kloster Kemnade befindet sich das Grab des Hieronymus in der Münchhausen’schen Familiengruft.
Im lettischen Dunte können heute noch die Schenke, wo Münchhausen seine ersten Lügengeschichten erzählt haben soll, sowie Teile des ehemaligen Landsitzes derer von Dunten besichtigt werden, darunter das restaurierte Forsthaus, die renaturierten Müllerteiche, das als Museum wiedererbaute Gutshaus und die alte Wäscherei. Seit dem 18. Juli 2005 steht im Kaliningrader Zentralpark ein Münchhausendenkmal, das auf Initiative des Klubs der „Enkel Münchhausens“ (Внучата Мюнхгаузена) als Geschenk der Partnerstadt Bodenwerder errichtet wurde. Es stellt Münchhausen beim Ritt auf der Kanonenkugel dar. Ein Münchhausendenkmal samt Kanonenkugel befindet sich auch auf der Festung Bender in Transnistrien, die für sich in Anspruch nimmt, Ausgangs- und Rückkehrort des Kanonenkugelrittes gewesen zu sein.
Der Baron stand überdies Pate für den Begriff der Münchhaus(en)iade, eine literarische Gattungsbezeichnung für prahlerische Lügengeschichten. Die Geschichte, in der sich Münchhausen am eigenen Schopf aus dem Sumpf gezogen haben will, lebt dagegen im Begriff „Münchhausen-Methode“ fort, nach der man sich ohne die im Grunde erforderliche Hilfe von außen durch eigene Kraft aus seiner eigenen Notlage befreit (engl. Bootstrapping). Mit der Münchhausentechnik kann man sich selbst z. B. aus einer Gletscherspalte befreien. Das Münchhausen-Trilemma ist ein Theorem des Kritischen Rationalismus. In der Medizin schließlich wurde Münchhausen Namensgeber für das Münchhausen-Syndrom und das Münchhausen-Stellvertretersyndrom, zwei seltene psychische Störungen. In der Mathematik wurden die Münchhausener Zahlen nach ihm benannt. Das Sondergerät SG104 „Münchhausen“ war der Prototyp eines rückstoßfreien Geschützes.

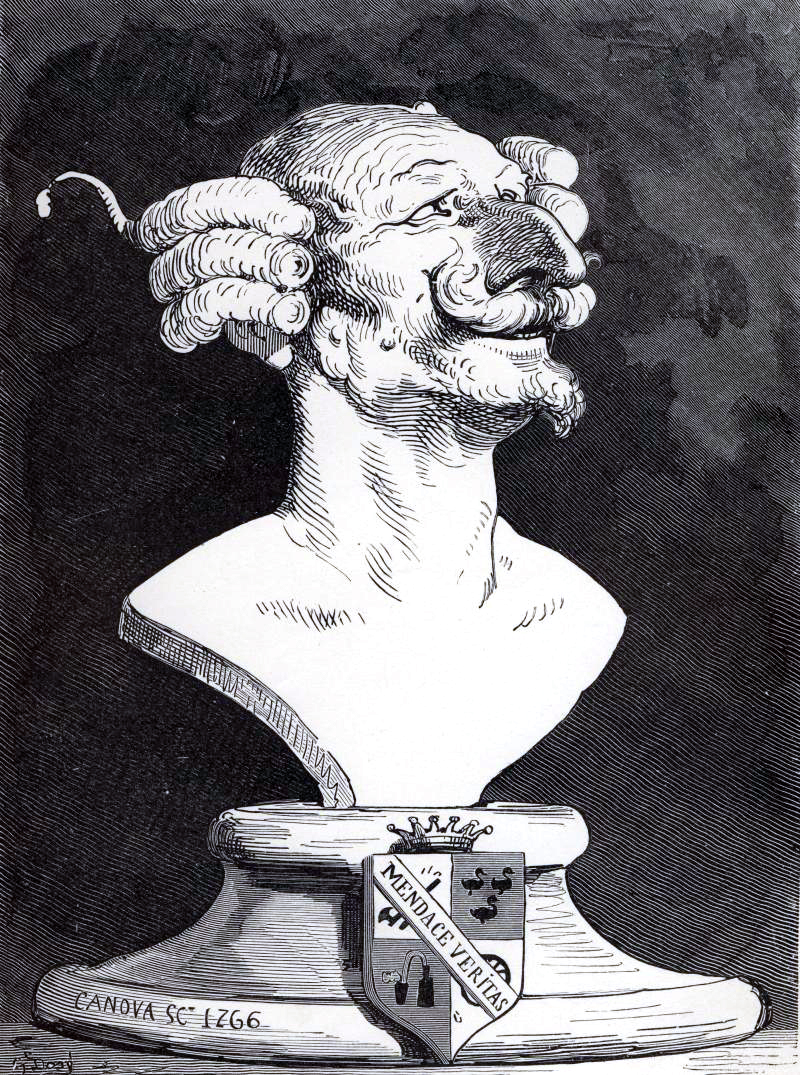
Dorés Karikatur von Münchhausen
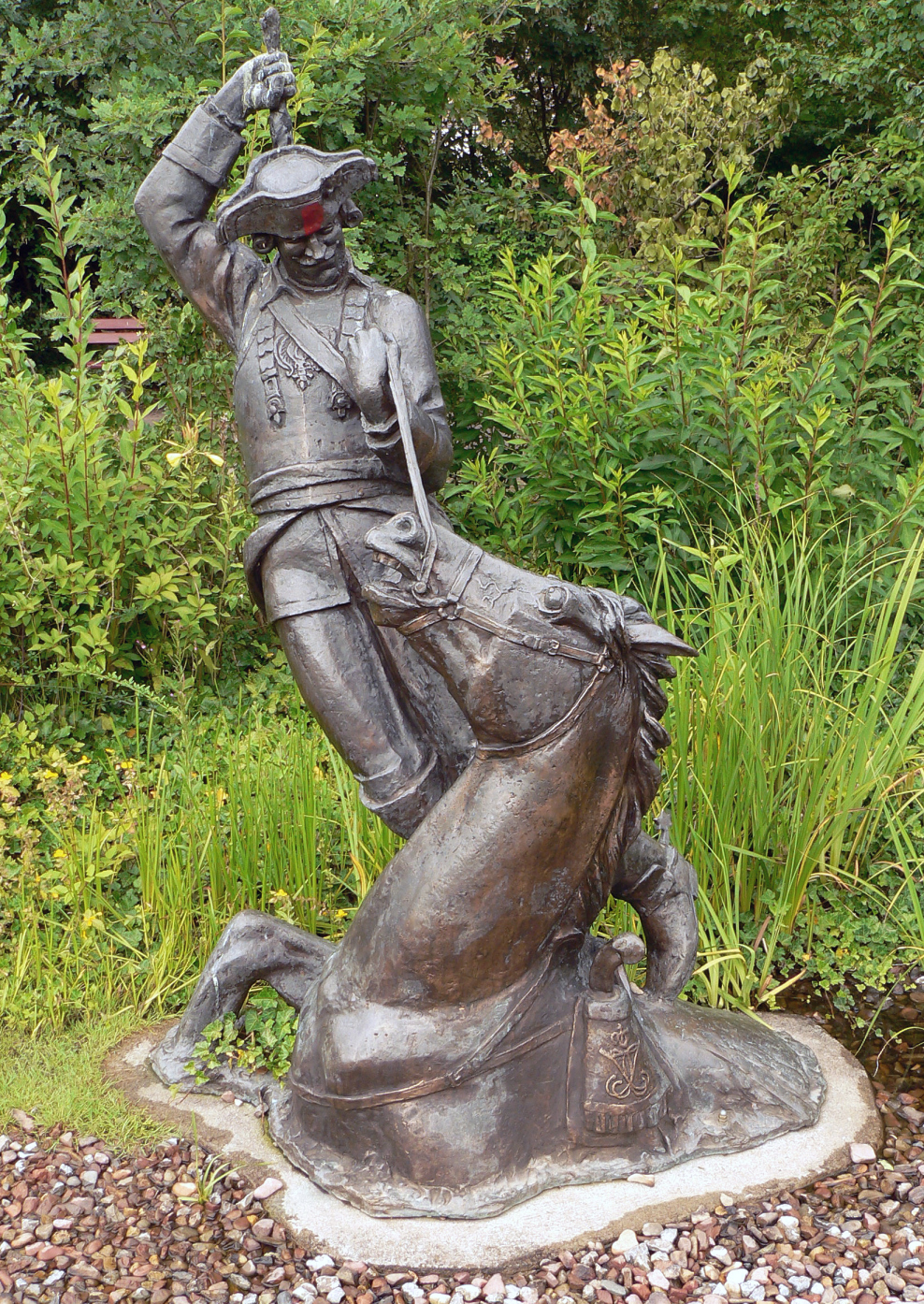
Statue der Sumpf-Szene in Bodenwerder
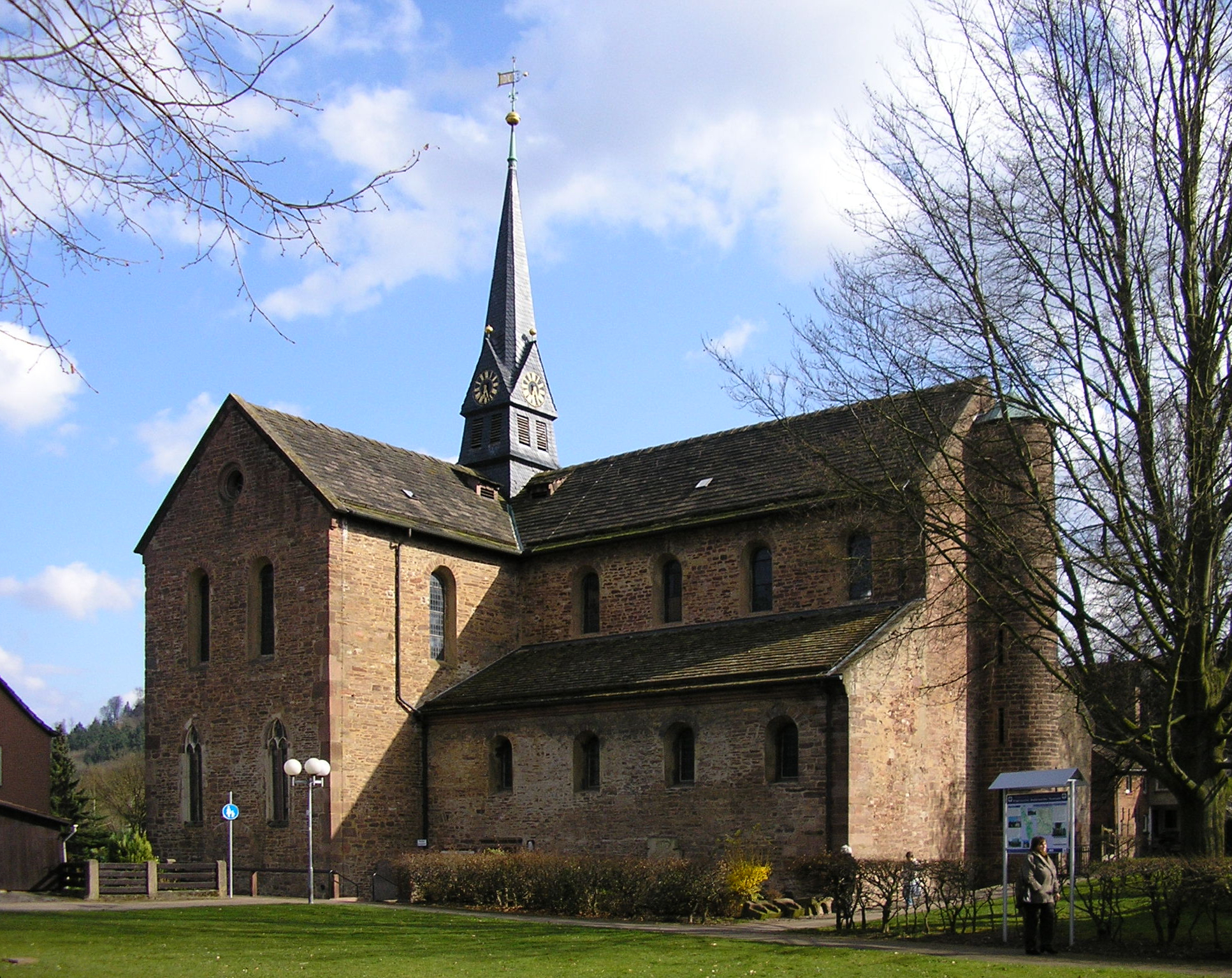
Grablege Münchhausens: Die Stiftskirche Kemnade
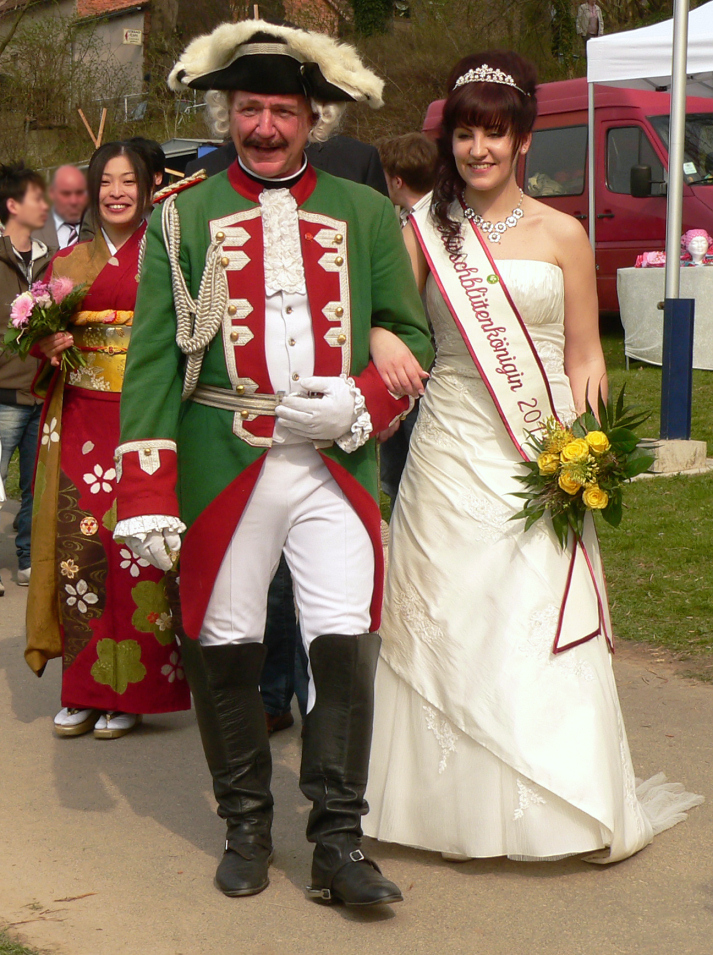
Münchhausen-Darsteller und Kirschblütenkönigin  in der Rühler Schweiz, 2013
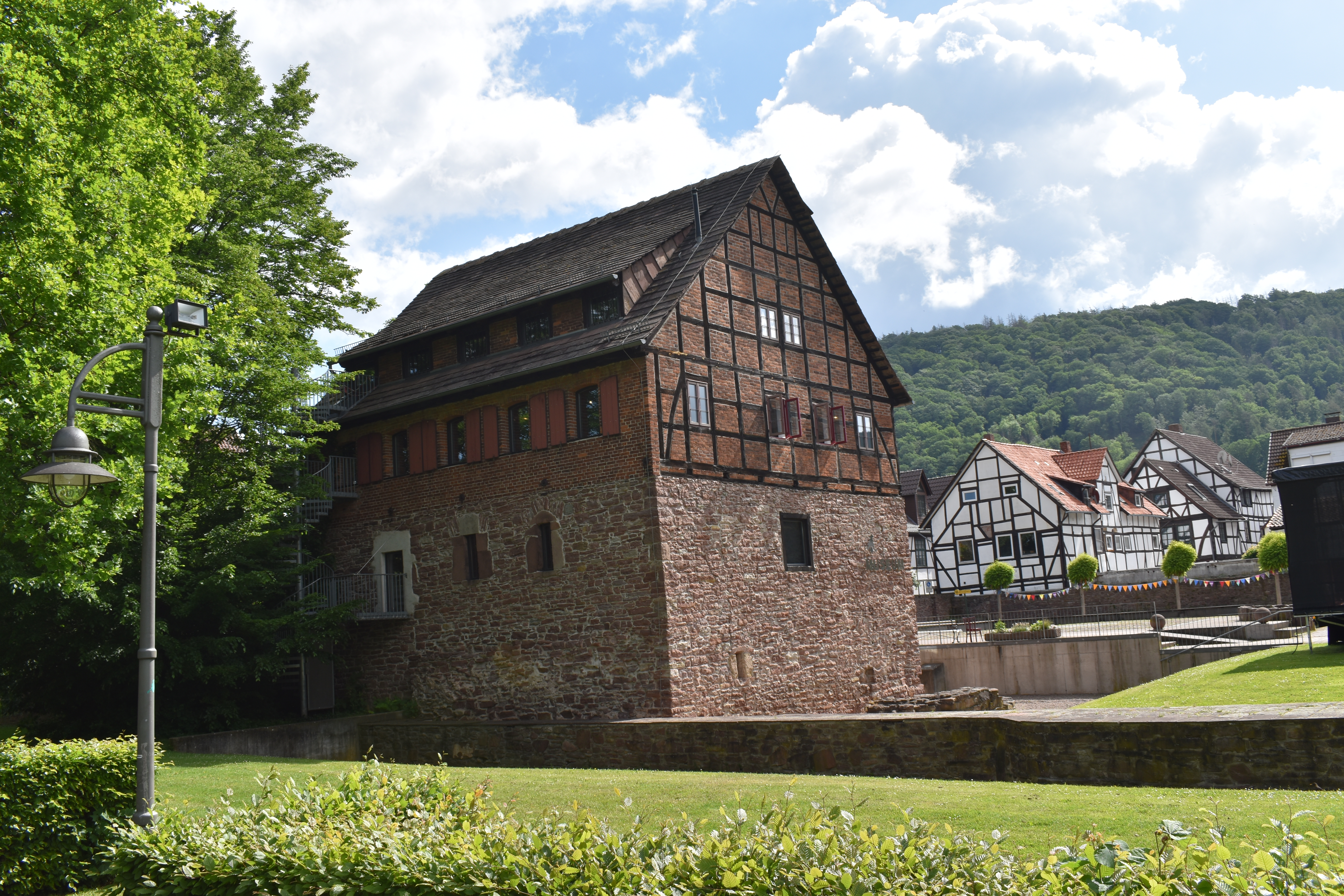
Das Münchhausenmuseum in Bodenwerder

Seit 1994 trägt der Asteroid (14014) Münchhausen den Namen des Barons.
Weiter wurde an Baron Münchhausen durch verschiedene Münzen und Briefmarken erinnert:

### Briefmarken
| Ausgabedaten  | Ausgabedaten             |
| ------------- | ------------------------ |
| Nennwert:     | 0,30 Lats                |
| Ausgabedatum: | 1. April 2005            |
| Auflage:      | 300.000                  |
| Druckerei:    | Joh. Enschede Niederland |
| Entwurf:      | E. Viliama               |

Zum 250. Geburtstag 1970 brachte die Deutsche Bundespost eine Sondermarke zu 20 Pfennig heraus.

Briefmarke 1970
(Deutsche Bundespost)

Am 1. April 2005 brachte die lettische Post eine Sondermarke anlässlich des 285. Geburtstages von Münchhausen heraus. Thema der Briefmarke: Die Abenteuer des Münchhausen. Die Marke zeigt Münchhausen mit seinem Jagdhund bei einem Glas Rotwein vor begeisterten Zuhörern. Passend zur Marke ist ein Ersttagsbrief mit Sonderstempel der Münchhausenwelt in Dunte (lettisch: Minhauzena pasaule – siehe Weblinks) erschienen.
Am 3. September 2012 gab es in Liechtenstein innerhalb eines Satzes „Helden der Literatur“ einen Wert zu Ehren des Barons. Diese Marke hat im Michel Briefmarkenkatalog die Nummer 1649.
Mit dem Erstausgabetag 7. Mai 2020 gab die Deutsche Post AG zum 300. Geburtstag ein Sonderpostwertzeichen im Nennwert von 80 Eurocent heraus. Der Entwurf stammt von der Grafikerin Julia Warbanow aus Berlin.

### Gedenkmedaille 1991
Der lettische Künstler Jānis Strupulis schuf 1991 eine Gedenkmedaille mit der Abbildung des Kopfes des jungen Münchhausen unter anderem für das Museum für Geschichte und Kunst im lettischen Jelgava (vormals deutsch: Mitau) sowie auch für das Münchhausenmuseum in Dunte.
Die Mitte der Medaillenvorderseite wird von Münchhausens Kopf eingenommen. Neben der Darstellung von Münchhausens Kopf befindet sich die Jahreszahl „1991“ mit dem mittig eingearbeiteten Siegel des Künstlers, welches als ein im Rechteck stehendes „S“ dargestellt wird.
Im äußeren oberen Dreiviertelkreis angeordnet ist die Inschrift FREIHERR HIERONYM KARL FRIEDRICH VON MÜNCHHAUSEN. Im unteren Viertelkreis stehen die Lebensdaten „1720 – 1797“, von der restlichen Inschrift durch Punkt getrennt.

### Gedenkmünze 2005
| Ausgabedaten | Ausgabedaten                                         |
| ------------ | ---------------------------------------------------- |
| Nominalwert: | 1 Lat (ca. 1,40 EUR)                                 |
| Gewicht:     | 31,47 g                                              |
| Durchmesser: | 38,61 mm                                             |
| Material:    | Sterlingsilber (925/1000)                            |
| Prägung:     | 2005, Königlich Niederländische Münze                |
| Entwurf:     | Arvids Priedite (Grafik) Jānis Strupulis (Prägeform) |

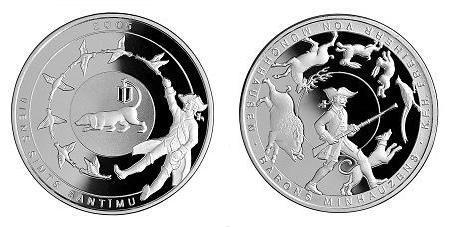
Lettische Gedenkmünze von 2005

Anlässlich der Neueröffnung des Münchhausenmuseums in der Münchhausenwelt (lettisch: Minhauzena pasaule) in Dunte (Lettland) im Jahre 2005 ließ die Lettische Zentralbank eine Gedenkmünze mit Motiven zum Baron Münchhausen prägen. Münchhausen lebte dort von 1737 bis 1750.
- Avers: Im zentralen Feld der Münze ist ein Hund mit am Schwanz befestigter Laterne auf mattem Untergrund dargestellt. Er wird umrankt von einer auf glänzendem Hintergrund dargestellten Kette aus sieben fliegenden Enten, die Münchhausen hinter sich herziehen.[15]

- Die Inschrift „2005“ steht im oberen Halbkreis der Münze; ebenfalls im Halbkreis angeordnet ist die Inschrift VIENS SIMTS SANTIMU (deutsch: Einhundert Santims) im unteren Teil der Münze.[15]

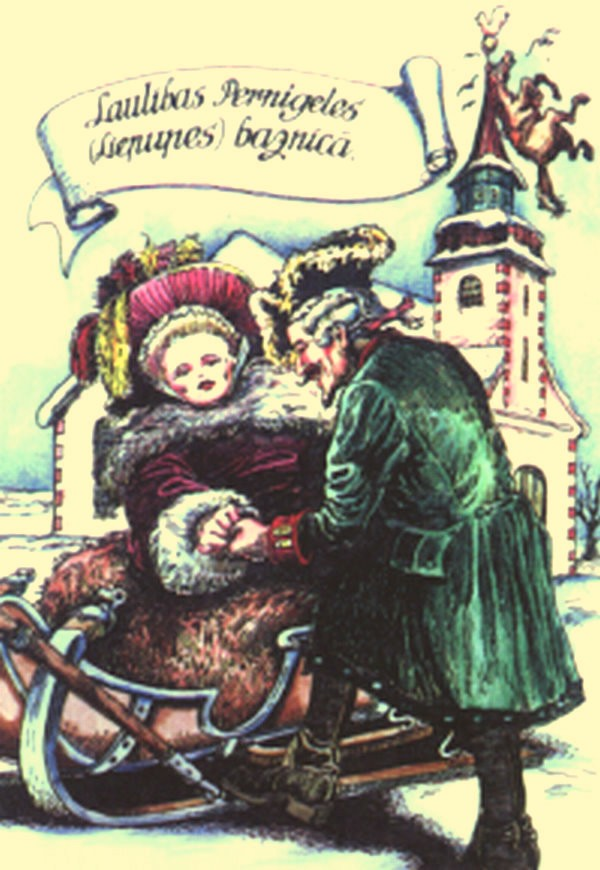
Postkartenmotiv zu Münchhausens Hochzeit in Pernigel (Liepupe)

- Revers: Auf glänzendem Hintergrund sind Darstellungen aus den Erzählungen des Barons Münchhausen im Kreis angeordnet: Der Baron mit einer Flinte, sein Jagdhund zu seinen Füßen, ein Fasan, zwei Hasen, ein Hirsch und ein wilder Keiler. Der äußere Kreis der Münze enthält die Inschriften BARONS MINHAUZENS und K.F.H. FREIHERR VON MÜNCHHAUSEN durch einen Punkt getrennt auf mattem Hintergrund.[16]

- Rand: Zu sehen sind die Inschriften LATVIJAS BANKA (deutsch: Bank von Lettland) und LATVIJAS REPUBLIKA (deutsch: Lettische Republik) durch Punkt getrennt.

### Weiteres
- Münchhausen-Grundschule
- Münchhausen-Preis der Stadt Bodenwerder.

## Film
- Günter Helmes: Erich Kästner als Medienautor: Die Drehbücher zu den Filmen Münchhausen und Dann schon lieber Lebertran. In: Jahrbuch zur Kultur und Literatur der Weimarer Republik 2007, S. 167–181. ISBN 978-3-88377-893-8.
- Günter Helmes: Münchhausen. Unterhaltung im NS-Format. In: Das Jahrhundert der Bilder, Bd. 1: 1900 bis 1949, hrsg. von Gerhard Paul. Göttingen 2009, S. 632–639. ISBN 978-3-525-30012-1.